# Antonina Lazarevová
Antonina Lazarevová (rusky Антонина Окорокова), rozená Okorokovová (* 27. března 1941, Serpuchov) je bývalá sovětská atletka, jejíž specializací byl skok do výšky.
V roce 1968 získala na letních olympijských hrách v mexickém Ciudad de México stříbrnou medaili. Ve finále skočila napoprvé 180 cm a prohrála jen s Miloslavou Rezkovou, která překonala 182 cm a stala se olympijskou vítězkou. O rok později na mistrovství Evropy v Athénách ve finále hned čtyři výškařky skočily 183 cm. O medailích rozhodoval technický zápis, který měla nejlepší Miloslava Rezková, stříbro získala Lazarevová a bronz vybojovala další československá výškařka Mária Mračnová. Na čtvrtém místě skončila Rita Schmidtová z NDR. 
Mezi její úspěchy patří také dvě bronzové medaile z evropských halových her (Madrid 1968, Bělehrad 1969). V roce 1972 reprezentovala na letních olympijských hrách v Mnichově, kde však neprošla sítem kvalifikace.